# Elli-Lucht-Park

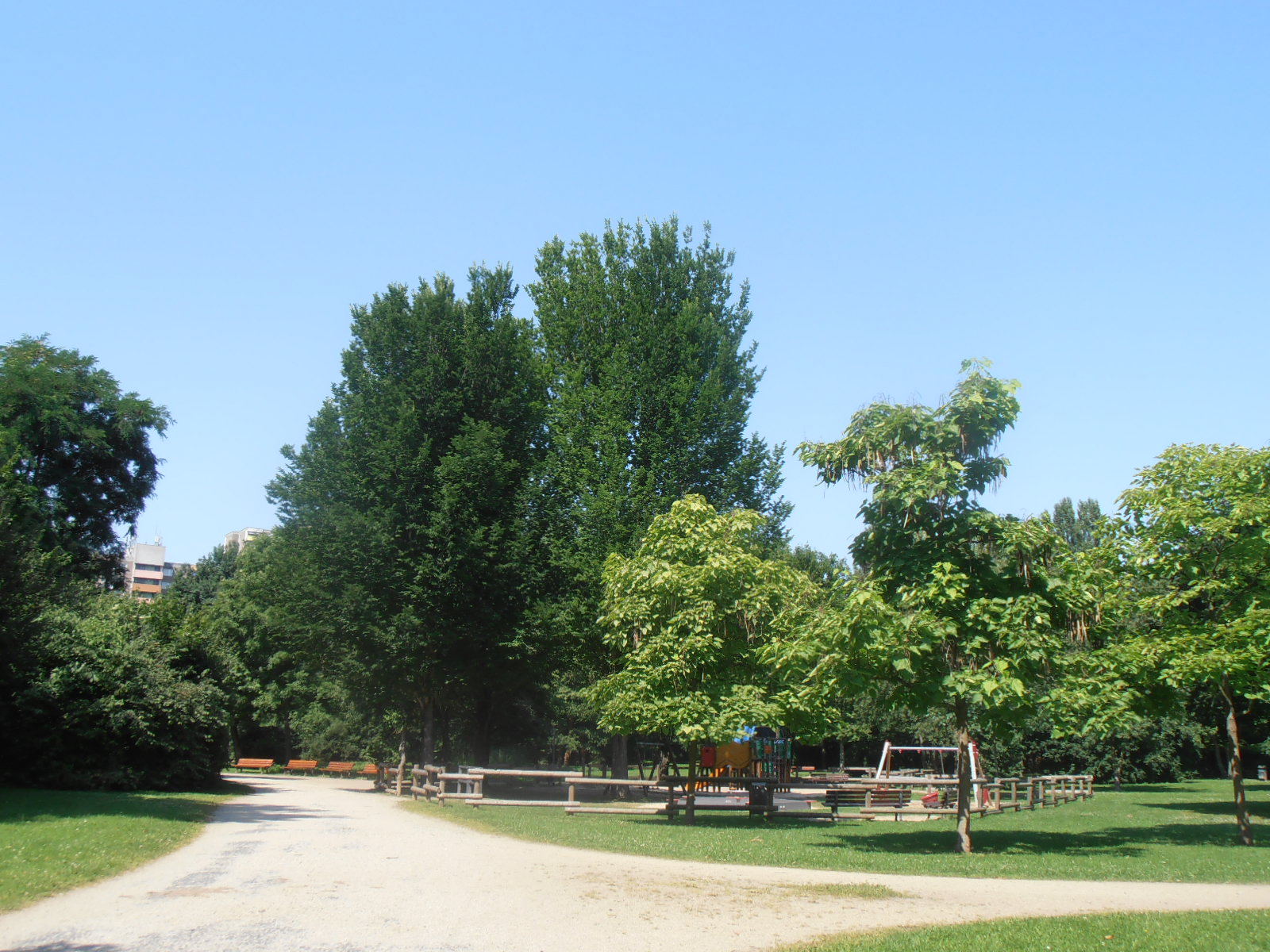
Ansicht des Elli-Lucht-Parks mit Kinderspielplatz (Hintergrund, rechts)

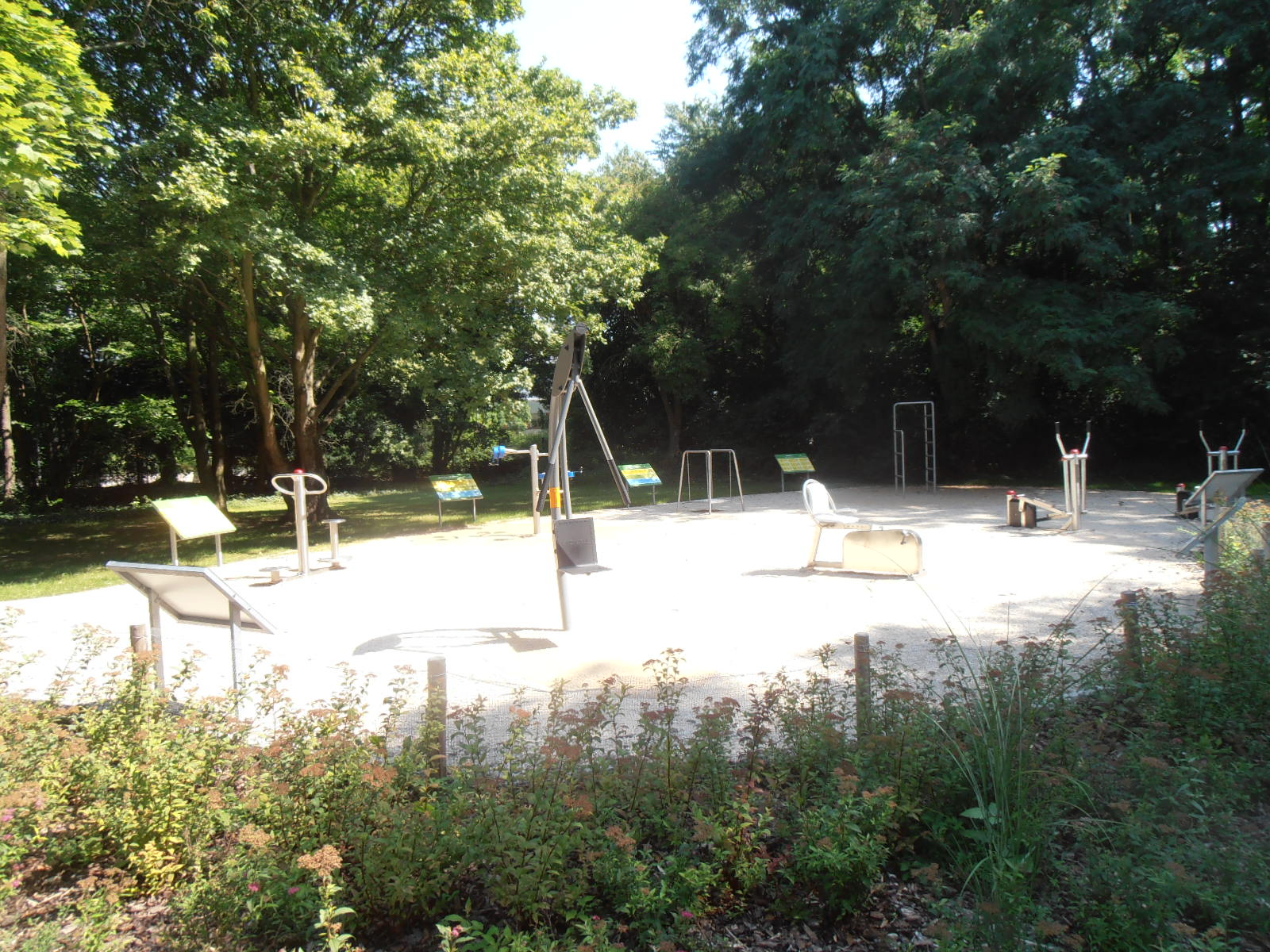
Senioren-Fitnessanlage im Park

Der Elli-Lucht-Park ist eine öffentliche Grünanlage der Stadt Frankfurt am Main. Der Park liegt im südlich des Mains gelegenen Stadtteil Niederrad. Das Parkgelände von rund drei Hektar Ausdehnung wurde im Jahr 1985 von der Stadt Frankfurt eingerichtet. Es ist benannt nach Elli Lucht (1906–1975), einer Niederräder Bürgerin und Stifterin.

## Lage
Der Elli-Lucht-Park liegt im Norden des Stadtteils Niederrad, in etwa 200 Metern Entfernung vom Mainufer, auf einem Gelände mit dem Flurnamen Bergstück, das mindestens bis ins späte 19. Jahrhundert unbebaut geblieben war. Das Parkgrundstück ist umgeben von einer Kleingartenanlage im Norden, einem Wohngebiet im Westen und Süden und dem Gelände des Universitätsklinikums Frankfurt am Main im Osten. Der Park ist die einzige öffentliche Grünanlage unmittelbar im besiedelten Gebiet Niederrads und eine von drei städtischen Grünanlagen des Stadtteils – neben dem Carl-von-Weinberg-Park, gelegen am südlichen Rand der Siedlungsfläche sowie dem Licht- und Luftbad Niederrad auf einer Landzunge im Main.

## Ausstattung
Der Park verfügt über einen relativ jungen Baumbestand, dessen Bäume sich in mehreren, ungleichmäßig verteilten Gehölzen um eine zentral gelegene Wiese sowie um einen befestigten Rundweg gruppieren. Eines dieser Gehölze besteht aus einer Gruppe alter Obstbäume und ist als Vogelschutzgehölz ausgewiesen. Das Spiel- und Freizeitangebot des Elli-Lucht-Parks besteht aus einem Kinderspielplatz sowie einer vom Grünflächenamt der Stadt Frankfurt eingerichteten Fitness-Anlage für Senioren. Nicht zur Ausstattung gehört der auf dem Parkgrundstück ansässige Niederräder Kleintierzuchtverein.

## Verkehrsanbindung
Die dem Park nächstgelegene Anbindung an die Linien öffentlicher Verkehrsmittel der Frankfurter Verkehrsgesellschaft VGF sind die Haltestellen Niederräder Landstraße und Heinrich-Hoffmann-Straße/Blutspendedienst der Linien 12, 15 und 21 der Straßenbahn Frankfurt am Main. Von beiden Haltestellen aus bis zum Park ist ein kurzer Fußweg erforderlich. Für den motorisierten Individualverkehr bestehen Parkmöglichkeiten in den umliegenden Seitenstraßen. Der Zugang zum Park ist barrierefrei. Die Anfahrt zum Park ist von Norden über die Straßen Niederräder Ufer und Im Mainfeld möglich.